# Rhipidia tetracantha
Rhipidia tetracantha är en tvåvingeart som beskrevs av Alexander 1927. Rhipidia tetracantha ingår i släktet Rhipidia och familjen småharkrankar. Inga underarter finns listade i Catalogue of Life.